# MAZ-514
Der MAZ-514 (russisch МАЗ-514, deutsche Transkription eigentlich MAS-514) war ein sowjetischer Lastwagen aus der Produktion des Minski Awtomobilny Sawods. Der schwere dreiachsige Lkw war eine für den Fernverkehr entwickelte Variante des kleineren MAZ-500 und wurde als Prototyp erstmals 1965 vorgestellt. Mit ihm sollten Lastzüge mit einem Gesamtgewicht von knapp 50 Tonnen ermöglicht werden. Aufgrund diverser technischer Probleme wurde das Fahrzeug erst ab 1974 in sehr geringen Stückzahlen in Serie gebaut und die Fertigung spätestens 1977 wieder eingestellt. Wahrscheinlich entstanden insgesamt deutlich weniger als 1000 Exemplare.
Auf Basis des MAZ-514 wurde die Sattelzugmaschine MAZ-515 entwickelt und gebaut. Der MAZ-516, ein ähnliches Fahrzeug, das jedoch nicht für den Betrieb mit schweren Anhängern ausgelegt war, wurde bereits ab 1969 und noch bis 1980 produziert.

## Fahrzeuggeschichte

Dasselbe Modell in der Heckansicht. Gut zu sehen: Die beiden angetriebenen und doppelt bereiften Hinterachsen

Detailansicht des Fahrerhauses. Mit diesem Kühlergrill (baugleich zum MAZ-500A) wurde das Fahrzeug in Serie gebaut

Der erste Prototyp mit der Bezeichnung MAZ-514 wurde im Jahr 1965 vorgestellt. Dies war auch das Jahr, in dem die Großserienfertigung des MAZ-500, dem Basisfahrzeug der Baureihe, aufgenommen wurde. Die ersten Maschinen erhielten wie das Grundmodell einen Sechszylinder-Viertakt-Dieselmotor vom Typ JaMZ-236 mit 180 PS (132 kW) und 11,15 Litern Hubraum. Mit diesem Motor wurden ab 1966 auch die ersten Erprobungen vorgenommen. Neben dem MAZ-514 entstanden in dieser Zeit auch Prototypen des MAZ-516 (Dreiachser mit Liftachse) und der Sattelzugmaschine MAZ-515, die konstruktiv eng miteinander verwandt sind.
In der Fahrzeugerprobung stellte sich schnell heraus, dass der Sechszylindermotor für den Lastwagen ungeeignet war. Zusammen mit der vorgesehenen Anhängelast war der Lkw deutlich zu schwer. MAZ hatte aber erst ab etwa 1971 Zugriff auf größere Mengen des leistungsfähigeren V8-Motors JaMZ-238 der gleichen Baureihe und erst ab 1978 auf Modelle mit Turbolader. Entsprechend wurde das Fahrzeug nicht in Serie gebaut. Auch hatte sich die hintere Federung als ungeeignet erwiesen, die einer Konstruktion der US-amerikanischen Timken Company nachempfunden war.
Mit dem Beginn der Serienfertigung des MAZ-516 im Jahr 1969 wurde das Projekt wieder aufgegriffen. Verschiedene Details am MAZ-514 wurden dem MAZ-516 angepasst, insbesondere die Anordnung von Tank, Reserverad und Batterie wurden geändert. Ab 1971 wurde in die Prototypen der JaMZ-238-V8-Dieselmotor mit 240 PS (176 kW) und 14,86 Litern Hubraum eingebaut. Mit diesem Schritt fiel auch die Entscheidung zur Serienproduktion des Lastwagens. Da die Leistung aber nach wie vor eher unzureichend war, wurde die Anhängelast begrenzt. Es konnten noch Anhänger mit neun Tonnen Nutzlast mitgeführt werden. Ab diesem Zeitpunkt wurde auch ein neues Handschaltgetriebe mit acht Vorwärtsgängen verwendet.
Die Serienfertigung begann mit einigen Jahren Verspätung 1974. Gefertigt wurde insbesondere für den nationalen und internationalen Fernverkehr und Betriebe wie die Sovtransavto, die staatlich sowjetische Spedition (das Pendant zur Deutrans in der DDR). Die Serienfahrzeuge erhielten als Motor den JaMZ-238E, eine Variante des V8 mit 270 PS (199 kW). Die Stückzahlen blieben sehr gering, von den drei Dreiachsermodellen MAZ-514, MAZ-515 und MAZ-516 wurden insgesamt nur 1000 bis 1500 Exemplare gebaut, wobei der MAZ-516 am längsten gefertigt und auch international verkauft wurde. Spätestens 1977 mit der Einführung des MAZ-5335 verschwand der MAZ-514 aus der Produktion. Genaue Gründe sind nicht bekannt, allerdings baute ab 1976 KamAZ ähnliche belastbare, modernere Fahrzeuge in sehr großen Stückzahlen.
Eine Besonderheit des MAZ-514 war das große Gesamtgewicht der Lastzüge. Das Fahrzeug wurde in Kombination mit dem Sattelauflieger MAZ-5205A und einem einachsigen Dolly gefahren, womit Nutzlasten bis 32 Tonnen bei einem Gesamtgewicht von 48,7 Tonnen möglich waren. Das Konzept entspricht technisch jenem der modernen EuroCombis. Aufgrund der verhältnismäßig geringen Motorleistung sank die Höchstgeschwindigkeit jedoch schon bei eher geringen Steigungen von 4 % auf etwa 22 km/h.
Es liegen keine Informationen darüber vor, ob ein Lastwagen vom Typ MAZ-514 bis heute erhalten geblieben ist.

## Technische Daten
Die hier aufgeführten Daten gelten für den MAZ-514. Aufgrund der Seltenheit des Modells und der geringen Stückzahlen sind viele technische Details nicht mehr nachzuvollziehen. Es besteht aber eine enge technische Verwandtschaft zwischen allen Modellen der Baureihe MAZ-500.
- Motor: Viertakt-Dieselmotor
- Motortyp:
  - erste Prototypen: JaMZ-236 (V6)
  - Prototypen ab 1971: JaMZ-238 (V8)
  - Serienfahrzeuge: JaMZ-238E (V8)
- Leistung:
  - JaMZ-236: 180 PS (132 kW)
  - JaMZ-238: 240 PS (176 kW)
  - JaMZ-238E: 270 PS (199 kW), auch 265 PS angegeben
- Hubraum: 14,86 l
- Bohrung: 130,0 mm
- Hub: 140,0 mm
- Getriebe: manuelles Achtgang-Schaltgetriebe mit Rückwärtsgang
- Höchstgeschwindigkeit mit 270-PS-Motorisierung:
  - 80,0 km/h leer
  - 66,0 km/h in der Ebene unter Volllast (48,7 Tonnen Gesamtgewicht Lastzug)
  - 26,9 km/h bei 3 % Steigung und Volllast
  - 22,1 km/h bei 4 % Steigung und Volllast
- Antriebsformel: 6×4

Abmessungen und Gewichte
- Länge: 8520 mm
- Breite: 2500 mm
- Höhe: 2640 mm über Fahrerhaus
- Radstand: 3850 + 1400 mm
- Spurweite vorne: 1970 mm
- Spurweite hinten: je 1866 mm (Doppelbereifung)
- Höhe Anhängekupplung: 825 mm
- Höhe Ladekante: 1375 mm
- Höhe Bordwand: 655 mm, mit Aufsatzbrettern 950 mm
- Abmessungen Ladefläche innen: 6200 × 2340 mm
- Zuladung (Lkw): 14.000 kg
- Zuladung (Anhänger): 18.000 kg
- Nutzlast insgesamt: 32.000 kg
- zulässige Anhängelast: ca. 25.000 kg bei Betrieb mit Anhänger vom Typ MAZ-5205A[8]
- zulässiges Gesamtgewicht des Zuges: mindestens 48.700 kg (bei 270 PS Motorleistung)